# Кокышев, Лазарь Васильевич
Лазарь Васильевич Кокышев (20 октября 1933 — 7 мая 1975) — алтайский поэт-философ, трагический драматург, прозаик, переводчик, художник и музыкант. Один из основоположников алтайской литературы.

## Биография
Лазарь Васильевич Кокышев родился в селе Кумжулу Шебалинского аймака Ойротской автономной области в семье учителя. Отец в 1941 году ушёл на фронт и не вернулся. Мать вырастила одна пятерых детей. С детских лет проявлял способности к пению и рисованию, и взрослые видели в нём будущего художника. Лазарь пошёл в школу с шести лет, сначала учился в Алтай-Камлаке, затем в Кумжулу. Как вспоминают его первые учителя, он не любил только математику, был искусным рассказчиком, наизусть читал много стихов. Четвёртый класс окончил отличником. В восьмом классе Лазарь перевел на алтайский язык рассказ «Челкаш» А. М. Горького, но его труд не приняли, так как он был уже переведён. В 1950 году Кокышев приехал учиться в областную национальную среднюю школу в Горно-Алтайске, окончил её в 1952 году. Там проявился талант поэта. В школьные годы Л. Кокышев начал публиковать свои первые стихи и фельетоны в газете «Алтайдыҥ чолмоны». Первая книга была издана в 1956 году. После учёбы вместе с одарёнными сверстниками А. О. Адаровым и Э. М. Палкиным был направлен на учёбу в Литературный институт имени А. М. Горького, где занимался на семинаре известного русского поэта Владимира Луговского и который окончил в 1957 году.

### Личная жизнь
В 1959 году женился на Ольге Андреевне Савчиц. Совместная семейная жизнь продлилась 16 лет. В скором времени у них появились две дочери.

## Литературная деятельность
Вступив в литературу в середине пятидесятых годов, он заявил о себе глубоко самобытным национальным писателем, о чем свидетельствуют два первых отзыва, написанные в 1957 году - в год окончания им Литературного института. Руководитель семинара В.А.Луговской заметил: "У него зоркий взгляд, он умеет отлично чувствовать жизнь, природу... Все его творчество наполнено светлым, романтичным, поэтическим чувством жизни". В.Дементьев в своей рецензии напишет, что творчество Л.В.Кокышева "привлекает к себе внимание смелой и яркой образностью, той цепкостью и точностью взгляда на мир, которые характеризуют незаурядное художественное дарование".
С 1957 по 1962 год работал редактором Горно-Алтайского отделения Алтайского книжного издательства. В 1962 году избран ответственным секретарём и консультантом Горно-Алтайского отделения Союза писателей РСФСР. Расцвет его литературного творчества приходится на 1960-е гг. Его слог отличался простотой и напевностью, что присуще поэзии алтайцев. Найдя свои истоки в родной среде, Л. Кокышев не замыкался в национальных рамках, а использовал свой дар для решения глобальных проблем литературы. Он перевёл на алтайский язык произведения А. С. Пушкина, М. Ю. Лермонтова, Т. Г. Шевченко, Н. А. Некрасова, Р. Бернс и других поэтов.
Л. Кокышев автор многих поэтических книг — «Алтын-Кол» («Алтын-Кӧл»), «Стихи» («Ӱлгерлер»), «Туба», «Встречи» («Тушташтар»), «Красный цветок» («Кызыл чечек»), «Вторая жизнь» («Экинчи јӱрӱм»), «Дорога» («Јол»), «Раздумья» («Санаалар»), «Амаду». Его перу принадлежат три романа «Арина», «Чӧлдӧрдиҥ чечеги», «Мечин Јылдыс».
Лазарь Кокышев ― автор первого алтайского романа «Арина» (1959). Роман был переведён на русский (1968), тувинский (1969) и казахский (1972) языки, поставлен в ряде театров.
Работал корреспондентом Горно-Алтайского областного радио. Избирался депутатом краевого Совета народных депутатов.
В 60-е годы Лазарь Кокышев побывал в творческой командировке в Румынии (1962), острове свободы — Куба (1964), проездом останавливался в Чехословакии, Англии, Канаде.
Член Союза писателей СССР с 1958 года.
Таланту Л. Кокышева не суждено было раскрыться до конца. Он был убит 7 мая 1975 года в районе старого вокзала Горно-Алтайска пьяными студентами-хулиганами.

## Память в народе
После трагической гибели к Л. Кокышеву пришло всеобщее всенародное признание. Решением Горно-Алтайского областного Совета народных депутатов № 402 от 17 октября 1983 года «Об увековечивании памяти алтайского писателя Л. В. Кокышева» гласило: «Переименовать улицу 2-ю Каясинскую в улицу имени Л. В. Кокышева в городе Горно-Алтайске». Кроме того, в городе есть переулок Л. В. Кокышева.
Перед зданием республиканской национальной библиотеки на народные средства установлен бюст из мрамора и гранита работы скульптора Павла Богомолова.
На доме, где жил Л. В. Кокышев, установлена мемориальная доска. Его именем назван пассажирский катер и школа в селе Шебалино. В Алтае регулярно проводятся конференции, посвящённые творчеству Л. Кокышева, его произведения включены в школьную программу.
2013 год — год 80-летия писателя объявлен в Республике Алтай годом Л. В. Кокышева.